# Aldo Brancacci
Aldo Brancacci (Roma, 19 maggio 1950) è un classicista italiano.

## Biografia
Diplomatosi in pianoforte all'Istituto musicale pareggiato Luigi Boccherini di Lucca sotto la supervisione di Celestina Poce Pane, si iscrisse alla Facoltà di lettere e filosofia dell'Università degli Studi di Roma "La Sapienza", dove si laureò divenendo allievo di Guido Calogero e Gabriele Giannantoni.
Ricercatore al Consiglio Nazionale delle Ricerche — dapprima al Centro di ricerche di storiografia filosofica e successivamente al Centro di studio del pensiero antico —, fu poi nominato professore associato di storia del pensiero politico classico all'Università degli Studi di Bari Aldo Moro e di storia della filosofia antica all'Università degli Studi di Roma Tor Vergata.
Distaccato tra il 2003 e il 2006 al Centro linceo interdisciplinare Beniamino Segre dell'Accademia Nazionale dei Lincei, fu nominato nel 2004 professore ordinario alla cattedra di storia della filosofia antica dell'Università di Roma Tor Vergata, dove gli venne assegnato prima il coordinamento del dottorato di ricerca in filosofia e poi la direzione della Scuola superiore di studi in filosofia. Il primo novembre 2020, per sopraggiunti limiti di età, è andato in pensione.

## Attività scientifica
Fondatore e condirettore con Gianna Gigliotti della collana «Quaderni di filosofia» della casa editrice Bibliopolis, ha fatto parte della direzione del Giornale critico della filosofia italiana ed è stato membro del comitato direttivo della rivista accademica Elenchos.
La sua attività di ricerca si è rivolta prevalentemente ai presocratici, alla sofistica, a Socrate, ad Antistene, ai socratici, a Platone, alla Metafisica di Aristotele, a Pirrone, al cinismo, a Dione Crisostomo e alla seconda sofistica.
Nel corso degli anni i suoi studi si sono diretti inoltre verso la filosofia della musica e la storia della storiografia filosofica.

## Opere
- Rhetorike philosophousa, Napoli, Bibliopolis, 1985.
- Oikeios logos, Napoli, Bibliopolis, 1990.
- Con Monique Dixsaut, Platon source de presocratiques, Parigi, Librairie philosophique J. Vrin, 2002.
- Musica e filosofia da Damone a Filodemo, Firenze, Leo S. Olschki, 2008.
- Studi di storiografia filosofica antica, Firenze, Leo S. Olschki, 2008.
- Meghiston agathon, Bologna, Diogene Multimedia, 2019.